# Olympische Sommerspiele 2004/Teilnehmer (Brasilien)
| Gelbes Symbol für Goldmedaillen mit stilisierten Olympischen Ringen | Graues Symbol für Silbermedaillen mit stilisierten Olympischen Ringen | Braundes Symbol für Bronzemedaillen mit stilisierten Olympischen Ringen |
| ------------------------------------------------------------------- | --------------------------------------------------------------------- | ----------------------------------------------------------------------- |
| 5                                                                   | 2                                                                     | 3                                                                       |

Brasilien nahm an den Olympischen Sommerspielen 2004 in Athen, Griechenland, mit einer Delegation von 245 Sportlern (123 Männer und 122 Frauen) teil.

## Medaillengewinner
Mit fünf gewonnenen Gold-, zwei Silber- und drei Bronzemedaillen belegte das brasilianische Team Platz 16 im Medaillenspiegel.

### Gold
| Name/n | Sportart           | Wettkampf            |
| --- | ------------------ | -------------------- |
| Rodrigo Pessoa | Reiten             | Springreiten, Einzel |
| Marcelo Ferreira & Torben Grael | Segeln             | Star                 |
| Robert Scheidt | Segeln             | Laser                |
| Ricardo Santos & Emanuel Rego | Volleyball (Beach) | Herrenwettkampf      |
| Dante Guimarães Amaral, Nalbert Bitencourt, Gustavo Endres, Ricardo Garcia, Gilberto Godoy Filho, André Heller, Maurício Lima, André Nascimento, Anderson Rodrigues, Rodrigo Santana & Sérgio Dutra Santos | Volleyball (Halle) | Herrenwettkampf      |

### Silber
| Namen | Sportart           | Wettkampf       |
| --- | ------------------ | --------------- |
| Aline, Andreia, Renata Costa, Cristiane, Daniela, Dayane, Elaine, Formiga, Grazielle, Juliana, Kelly, Maravilha, Marta, Maycon, Monica, Pretinha, Renata Costa, Rosana, Roseli & Tânia Maranhão | Fußball            | Frauenwettkampf |
| Adriana Behar & Shelda Bede | Volleyball (Beach) | Frauenwettkampf |

### Bronze
| Name              | Sportart       | Wettkampf         |
| ----------------- | -------------- | ----------------- |
| Leandro Guilheiro | Judo           | Leichtgewicht     |
| Flávio Canto      | Judo           | Halbmittelgewicht |
| Vanderlei de Lima | Leichtathletik | Marathon          |

## Teilnehmer nach Sportarten

### Basketball
- Frauenteam
4. Platz

- Kader
Janeth Arcain
Karla da Costa
Kelly Santos
Vivian Lopes
Helen Cristina Luz
Iziane Castro
Alessandra Santos de Oliveira
Adriana Santos
Sílvia Gustavo
Cintia Santos
Leila Sobral
Érika de Souza

### Boxen
- Edvaldo Gonzaga
Federgewicht: 9. Platz

- Myke de Carvalho
Leichtgewicht: 17. Platz

- Alessandro de Matos
Halbweltergewicht: 9. Platz

- Glaucélio Abreu
Mittelgewicht: 17. Platz

- Washington Silva
Halbschwergewicht: 17. Platz

### Fechten
- Renzo Agresta
Säbel, Einzel: 32. Platz

- Maju Herklotz
Frauen, Florett, Einzel: 20. Platz

- Élora Pattaro
Frauen, Säbel, Einzel: 22. Platz

### Fußball
- Frauenteam
Silber

- Kader
Aline
Andréia Suntaque
Renata Costa
Cristiane
Daniela
Dayane
Elaine
Formiga
Grazielle
Juliana
Kelly
Maravilha
Marta
Maycon
Monica
Pretinha
Renata Costa
Rosana
Roseli
Tânia Maranhão

### Handball
- Herrenteam
10. Platz

- Kader
Jair Alves Júnior
Gustavo Lopes da Silva
Bruno Santana
José Ronaldo
Eduardo dos Reis
Marcos dos Santos
Hélio Justino
Jaqson Kojoroski
Adalberto Pereira da Silva
Agberto de Matos
Daniel Baldacin
Macarrão
Bruno Souza
Renato Tupan
Alexandre Vasconcelos

- Frauenteam
7. Platz

- Kader
Fabiana Diniz
Alexandra do Nascimento
Milene Figueiredo
Aline Rosas
Aline Silva dos Santos
Aline da Conceicão da Silva
Ana Amorim
Chana Masson
Daniela Piedade
Darly Zoqbi de Paula
Idalina Borges Mesquita
Lucila Vianna
Margareth Montão
Viviane Jacques
Fabiana Kuestner

### Judo
- Alexandre Lee
Superleichtgewicht: Erste Runde

- Henrique Guimarães
Halbleichtgewicht: Viertelfinale

- Leandro Guilheiro
Leichtgewicht: Bronze

- Flávio Canto
Halbmittelgewicht: Bronze

- Carlos Honorato
Mittelgewicht: Halbfinale

- Mário Sabino Júnior
Halbschwergewicht: Erste Runde

- Daniel Hernandes
Schwergewicht: Viertelfinale

- Daniela Polzin
Frauen, Superleichtgewicht: Erste Runde

- Fabiane Hukuda
Frauen, Halbleichtgewicht: Erste Runde

- Danielle Zangrando
Frauen, Leichtgewicht: Halbfinale

- Vânia Ishii
Frauen, Halbmittelgewicht: Erste Runde

- Edinanci da Silva
Frauen, Halbschwergewicht: Halbfinale

### Kanu
- Sebastián Cuattrin
Einer-Kajak, 500 Meter: Halbfinale
Einer-Kajak, 1000 Meter: Halbfinale

- Sebastián Cuattrin
Zweier-Kajak, 500 Meter: Halbfinale

- Sebastian Szubski
Zweier-Kajak, 500 Meter: Halbfinale

### Leichtathletik
- Vicente de Lima
100 Meter: Halbfinale
4 × 100 Meter: 8. Platz

- Jarbas Mascarenhas Júnior
100 Meter: Viertelfinale

- André da Silva
100 Meter: Viertelfinale
4 × 100 Meter: 8. Platz

- Cláudio Roberto Souza
200 Meter: Viertelfinale
4 × 100 Meter: 8. Platz

- Basílio de Moraes
200 Meter: Vorläufe

- Anderson Jorge dos Santos
400 Meter: Vorläufe

- Osmar dos Santos
800 Meter: Halbfinale

- Hudson de Souza
1500 Meter: Halbfinale

- Vanderlei de Lima
Marathon: Bronze

- Rômulo Wagner
Marathon: DNF

- André Luiz Ramos
Marathon: DNF

- Matheus Facho Inocêncio
110 Meter Hürden: 7. Platz

- Márcio de Souza
110 Meter Hürden: Viertelfinale

- Édson Ribeiro
4 × 100 Meter: 8. Platz

- José Alessandro Bagio
20 Kilometer Gehen: 14. Platz

- Sérgio Galdino
50 Kilometer Gehen: 26. Platz

- Mário José dos Santos Júnior
50 Kilometer Gehen: 40. Platz

- Jessé de Lima
Hochsprung: 17. Platz in der Qualifikation

- Jadel Gregório
Weitsprung: 32. Platz in der Qualifikation
Dreisprung: 5. Platz

- Rosemar Coelho Neto
Frauen, 100 Meter: Viertelfinale
Frauen, 4 × 100 Meter: Vorläufe

- Lucimar Aparecida de Moura
Frauen, 200 Meter: Viertelfinale
Frauen, 4 × 100 Meter: Vorläufe

- Maria Laura Almirão
Frauen, 400 Meter: Vorläufe
Frauen, 4 × 400 Meter: Vorläufe

- Geisa Aparecida Coutinho
Frauen, 400 Meter: Vorläufe
Frauen, 4 × 400 Meter: Vorläufe

- Luciana Mendes
Frauen, 800 Meter: Halbfinale

- Márcia Narloch
Frauen, Marathon: DNF

- Marlene Fortunato
Frauen, Marathon: DNF

- Maíla Machado
Frauen, 110 Meter Hürden: Vorläufe

- Katia Santos
Frauen, 4 × 100 Meter: Vorläufe

- Luciana dos Santos
Frauen, 4 × 100 Meter: Vorläufe

- Josiane Tito
Frauen, 4 × 400 Meter: Vorläufe

- Lucimar Teodoro
Frauen, 4 × 400 Meter: Vorläufe

- Alessandra Picagevicz
Frauen, 20 Kilometer Gehen: 48. Platz

- Keila Costa
Frauen, Weitsprung: 30. Platz in der Qualifikation

- Elisângela Adriano
Frauen, Kugelstoßen: 17. Platz in der Qualifikation
Frauen, Diskuswurf: 26. Platz in der Qualifikation

### Moderner Fünfkampf
- Daniel dos Santos
Einzel: 29. Platz

- Samantha Harvey (Fünfkämpferin)
Frauen, Einzel: 25. Platz

### Radsport
- Murilo Fischer
Straßenrennen, Einzel: 62. Platz

- Márcio May
Straßenrennen, Einzel: DNF

- Luciano Pagliarini
Straßenrennen, Einzel: DNF

- Edvandro Cruz
Mountainbike, Querfeldein: 33. Platz

- Janildes Fernandes
Frauen, Straßenrennen, Einzel: 54. Platz

- Jaqueline Mourão
Frauen, Mountainbike, Querfeldein: 18. Platz

### Reiten
- Rodrigo Pessoa
Springreiten, Einzel: Gold 
Springreiten, Mannschaft: 9. Platz

- Álvaro Affonso de Miranda Neto
Springreiten, Einzel: DNF im Finale
Springreiten, Mannschaft: 9. Platz

- Luciana Diniz
Springreiten, Einzel: DNF im Finale
Springreiten, Mannschaft: 9. Platz

- Bernardo Alves
Springreiten, Einzel: DNF in der Qualifikation
Springreiten, Mannschaft: 9. Platz

- Raul de Senna
Vielseitigkeit, Einzel: DNQ
Vielseitigkeit, Mannschaft: 11. Platz

- Rafael de Gouveira Junior
Vielseitigkeit, Einzel: DNQ
Vielseitigkeit, Mannschaft: 11. Platz

- Sérgio Marins
Vielseitigkeit, Einzel: DNQ
Vielseitigkeit, Mannschaft: 11. Platz

- André Paro
Vielseitigkeit, Einzel: DNQ
Vielseitigkeit, Mannschaft: 11. Platz

- Remo Tellini
Vielseitigkeit, Einzel: DNQ
Vielseitigkeit, Mannschaft: 11. Platz

### Rhythmische Sportgymnastik
- Larissa Barata
Mannschaft: 8. Platz

- Fernanda Cavalieri
Mannschaft: 8. Platz

- Ana Maria Maciel
Mannschaft: 8. Platz

- Tayanne Mantovaneli
Mannschaft: 8. Platz

- Jennifer Oliveira
Mannschaft: 8. Platz

- Dayane Silva
Mannschaft: 8. Platz

### Ringen
- Antoine Jaoude
Schwergewicht, Freistil: 20. Platz

### Rudern
- Anderson Nocetti
Einer: 13. Platz

- José Sobral Júnior
Leichtgewichts-Doppelzweier: Halbfinale

- Thiago Gomes
Leichtgewichts-Doppelzweier: Halbfinale

- Fabiana Beltrame
Frauen, Einer: 14. Platz

### Schießen
- Rodrigo Bastos
Trap: 14. Platz

### Schwimmen
- Fernando Scherer
50 Meter Freistil: 11. Platz

- Jader Souza
100 Meter Freistil: 33. Platz
4 × 100 Meter Freistil: 12. Platz
4 × 100 Meter Lagen: 15. Platz

- Rodrigo Castro
200 Meter Freistil: 20. Platz
4 × 100 Meter Freistil: 12. Platz
4 × 200 Meter Freistil: 9. Platz

- Bruno Bonfim
400 Meter Freistil: 34. Platz
4 × 200 Meter Freistil: 9. Platz

- Gustavo Borges
4 × 100 Meter Freistil: 12. Platz

- Carlos Jayme
4 × 100 Meter Freistil: 12. Platz
4 × 200 Meter Freistil: 9. Platz

- Rafael Mósca
4 × 200 Meter Freistil: 9. Platz

- Paulo Maurício Machado
100 Meter Rücken: 32. Platz
4 × 100 Meter Lagen: 15. Platz

- Rogério Romero
200 Meter Rücken: 15. Platz

- Eduardo Fischer
100 Meter Brust: 15. Platz
200 Meter Brust: 24. Platz
4 × 100 Meter Lagen: 15. Platz

- Gabriel Mangabeira
100 Meter Schmetterling: 6. Platz

- Kaio Almeida
100 Meter Schmetterling: 17. Platz
200 Meter Schmetterling: 19. Platz
4 × 100 Meter Lagen: 15. Platz

- Thiago Pereira
200 Meter Lagen: 5. Platz
400 Meter Lagen: 17. Platz

- Diogo Yabe
200 Meter Lagen: 26. Platz

- Lucas Salatta
400 Meter Lagen: 19. Platz

- Flavia Cazziolato
Frauen, 50 Meter Freistil: 8. Platz
Frauen, 4 × 100 Meter Freistil: 12. Platz

- Rebeca Gusmão
Frauen, 50 Meter Freistil: 11. Platz
Frauen, 100 Meter Freistil: 20. Platz
Frauen, 4 × 100 Meter Freistil: 12. Platz

- Mariana Brochado
Frauen, 200 Meter Freistil: 23. Platz
Frauen, 4 × 200 Meter Freistil: 7. Platz

- Monique Perreira
Frauen, 400 Meter Freistil: 19. Platz
Frauen, 4 × 200 Meter Freistil: 7. Platz

- Renata Burgos
Frauen, 4 × 100 Meter Freistil: 12. Platz

- Tatiana Lemos
Frauen, 4 × 100 Meter Freistil: 12. Platz

- Paula Ribeiro
Frauen, 4 × 200 Meter Freistil: 7. Platz

- Joanna Maranhão
Frauen, 4 × 200 Meter Freistil: 7. Platz
Frauen, 200 Meter Lagen: 11. Platz
Frauen, 400 Meter Lagen: 5. Platz

### Segeln
- Ricardo Winicki
Windsurfen: 4. Platz

- João Signorini
Finn-Dinghy: 10. Platz

- Alexandre Paradeda
470er: 8. Platz

- Bernardo Arndt
470er: 8. Platz

- Marcelo Ferreira
Star: Gold

- Torben Grael
Star: Gold

- Robert Scheidt
Laser: Gold

- André Fonseca
49er: 6. Platz

- Rodrigo Duarte
49er: 6. Platz

- Maurício Santa Cruz
Tornado: 17. Platz

- João Carlos Jordão
Tornado: 17. Platz

- Carol Borges-Mendelblatt
Frauen, Windsurfen: 25. Platz

- Fernanda Oliveira
470er: 17. Platz

- Adriana Kostiw
470er: 17. Platz

### Synchronschwimmen
- Carolina Moraes
Duett: 12. Platz

- Isabela Moraes
Duett: 12. Platz

### Taekwondo
- Marcel Wenceslau
Klasse bis 58 Kilogramm: 11. Platz

- Diogo da Silva
Klasse bis 68 Kilogramm: 4. Platz

- Natália Falavigna
Frauen, Klasse über 67 Kilogramm: 4. Platz

### Tennis
- Gustavo Kuerten
Einzel: 33. Platz

- Flávio Saretta
Einzel: 33. Platz

- André Sá
Doppel: 9. Platz

### Tischtennis
- Thiago Monteiro
Einzel: 33. Platz

- Hugo Hoyama
Einzel: 49. Platz
Doppel: 25. Platz

- Hugo Hanashiro
Doppel: 25. Platz

- Lígia da Silva
Frauen, Einzel: 49. Platz
Frauen, Doppel: 25. Platz

- Mariany Nonaka
Frauen, Doppel: 25. Platz

### Triathlon
- Leandro de Macedo
Olympische Distanz: 31. Platz

- Paulo Henrique Miyashiro
Olympische Distanz: 34. Platz

- Juraci Moreira Júnior
Olympische Distanz: 41. Platz

- Mariana Ohata
Frauen, Olympische Distanz: 37. Platz

- Sandra Soldan
Frauen, Olympische Distanz: DNF

- Carla Moreno
Frauen, Olympische Distanz: DNF

### Turnen
- Mosiah Rodrigues
Einzelmehrkampf: 33. Platz
Barren: 67. Platz in der Qualifikation
Boden: 58. Platz in der Qualifikation
Pferdsprung: 56. Platz in der Qualifikation
Reck: 32. Platz in der Qualifikation
Ringe: 71. Platz in der Qualifikation
Seitpferd: 21. Platz in der Qualifikation

- Daniele Hypólito
Frauen, Einzelmehrkampf: 12. Platz
Frauen, Mannschaftsmehrkampf: 9. Platz in der Qualifikation
Frauen, Boden: 36. Platz in der Qualifikation
Frauen, Pferdsprung: 73. Platz in der Qualifikation
Frauen, Schwebebalken: 20. Platz in der Qualifikation
Frauen, Stufenbarren: 11. Platz in der Qualifikation

- Camila Comin
Frauen, Einzelmehrkampf: 16. Platz
Frauen, Mannschaftsmehrkampf: 9. Platz in der Qualifikation
Frauen, Boden: 41. Platz in der Qualifikation
Frauen, Pferdsprung: 42. Platz in der Qualifikation
Frauen, Schwebebalken: 57. Platz in der Qualifikation
Frauen, Stufenbarren: 30. Platz in der Qualifikation

- Ana Paula Rodrigues
Frauen, Einzelmehrkampf: 27. Platz in der Qualifikation
Frauen, Mannschaftsmehrkampf: 9. Platz in der Qualifikation
Frauen, Boden: 50. Platz in der Qualifikation
Frauen, Pferdsprung: 63. Platz in der Qualifikation
Frauen, Schwebebalken: 46. Platz in der Qualifikation
Frauen, Stufenbarren: 33. Platz in der Qualifikation

- Laís Souza
Frauen, Einzelmehrkampf: 34. Platz in der Qualifikation
Frauen, Mannschaftsmehrkampf: 9. Platz in der Qualifikation
Frauen, Boden: 62. Platz in der Qualifikation
Frauen, Pferdsprung: 13. Platz in der Qualifikation
Frauen, Schwebebalken: 18. Platz in der Qualifikation
Frauen, Stufenbarren: 69. Platz in der Qualifikation

- Daiane dos Santos
Frauen, Einzelmehrkampf: 74. Platz in der Qualifikation
Frauen, Mannschaftsmehrkampf: 9. Platz in der Qualifikation
Frauen, Boden: 5. Platz
Frauen, Pferdsprung: 30. Platz in der Qualifikation
Frauen, Stufenbarren: 67. Platz in der Qualifikation

- Caroline Molinari
Frauen, Einzelmehrkampf: 98. Platz in der Qualifikation
Frauen, Mannschaftsmehrkampf: 9. Platz in der Qualifikation
Frauen, Schwebebalken: 83. Platz in der Qualifikation

### Volleyball (Beach)
- Ricardo Santos
Herrenwettkampf: Gold

- Emanuel Rego
Herrenwettkampf: Gold

- Márcio Araújo
Herrenwettkampf: 9. Platz

- Benjamin Insfran
Herrenwettkampf: 9. Platz

- Adriana Behar
Frauenwettkampf: Silber

- Shelda Bede
Frauenwettkampf: Silber

- Sandra Pires
Frauenwettkampf: 5. Platz

- Ana Paula Connelly
Frauenwettkampf: 5. Platz

### Volleyball (Halle)
- Herrenteam
Gold

- Kader
Dante Guimarães Amaral
Nalbert Bitencourt
Gustavo Endres
Ricardo Garcia
Gilberto Godoy Filho
André Heller
Maurício Lima
André Nascimento
Anderson Rodrigues
Rodrigo Santana
Sérgio Dutra Santos

- Frauenteam
4. Platz

- Kader
Walewska Oliveira
Fabiana Claudino
Marianne Steinbrecher
Valeska Menezes
Beatriz das Chagas
Elisângela Oliveira
Arlene Xavier
Hélia Souza
Virna Dias
Wélissa Gonzaga
Fernanda Venturini
Erika Coimbra

### Wasserspringen
- César Castro
Kunstspringen: 9. Platz

- Cassius Duran
Turmspringen: 24. Platz

- Hugo Parisi
Turmspringen: 32. Platz

- Juliana Veloso
Frauen, Kunstspringen: 18. Platz
Frauen, Turmspringen: 16. Platz